# Гёрл-фаг и гай-дайк
Гёрл-фаг (англ. girlfag, буквально «девочка-гомик») — женщина, испытывающая романтическое и/или сексуальное влечение к гомосексуальным мужчинам, гай-дайк (англ. guydyke, буквально «парень-дайк») — мужчина, испытывающий таковое влечение к лесбиянкам. Сами гёрл-фаги и гай-дайки могут быть гетеросексуалами, пансексуалами или бисексуалами.

## Гёрл-фаги
Гёрл-фаг — гетеро-, пан- или бисексуальная женщина, испытывающая влечение к мужчинам, проявляющим гомосексуальное поведение. Такие женщины не пытаются превратить объекта своей симпатии в гетеросексуалов, наоборот, гомосексуальность притягивает их. Вступая в романтические или сексуальные отношения с мужчинами, гёрл-фаги отступают от привычных гетеросексуальных практик, вместо этого они предпочитают практики, имеющие распространение в среде мужчин, занимающихся сексом с мужчинами. Некоторые гёрл-фаги описывают себя как «мужчины-геи, заключённые в женском теле», таким образом данный феномен имеет некоторую связь с FtM-трансгендерностью.
Термин «гёрл-фаг» следует отличать от термина «фаг-хэг», относящегося к гетеросексуальным женщинам, испытывающим симпатию к гомосексуальным мужчинам.

## Гай-дайки
Концепция «гай-дайка» — «мужчины-лесбиянки», разрабатывалась с 1980-х годов психологом Брайаном Гилмартином (англ. Brian G. Gilmartin). Таким образом, у гай-дайков может наблюдаться и MtF-трансгендерность. Гай-дайк — это полностью гетеросексуальный мужчина, который испытывает неудовлетворение своим полом. И если бы он родился женщиной, он испытывал бы сильное влечение к представителям женского пола в романтическом, эстетическом, сексуальном и социальном плане. Гай-дайк с самых ранних лет не испытывает никакого влечения к представителям своего пола. Он всегда чувствует себя странно, отстранённо и незаинтересованно среди сверстников своего пола. Состояние сознания «мужчины-лесбиянки» может быть связано с врождённым темпераментом и частично объясняет, почему застенчивые в любви мужчины, как правило, испытывали сильное романтическое влечение к девушкам с самого раннего возраста.
Примером такой идентичности может служить «Лиза» в телесериале «Секс в другом городе». Живым примером гай-дайка является британский актёр и комик Эдди Иззард, называющий себя «лесбиянкой в мужском теле» (англ. a lesbian trapped in a man's body).